# Komorane (Kruševac)
Pour les articles homonymes, voir Komorane.
Komorane (en serbe cyrillique : Коморане) est un village de Serbie situé sur le territoire de la Ville de Kruševac, district de Rasina. Au recensement de 2011, il comptait 119 habitants.

## Démographie
| 1948 | 1953 | 1961 | 1971 | 1981 | 1991 | 2002 | 2011 |
| ---- | ---- | ---- | ---- | ---- | ---- | ---- | ---- |
| 118  | 122  | 139  | 141  | 156  | 137  | 113  | 119  |

|  |